# William Penn (almirante)
Sir William Penn (1621 — 1670) foi um almirante inglês e pai de William Penn, o futuro fundador da colônia britânica de Pensilvânia. O nome desta colônia, atualmente um dos 50 estados dos Estados Unidos, foi dado em homenagem ao Almirante William Penn.

## Vida
Penn era filho de Giles Penn e Joan Gilbert. Em 6 de junho de 1643, ele se casou com Margaret Jasper - eles tiveram três filhos: Margaret, Richard e William, fundador da Pensilvânia.
Na Primeira Guerra Marítima Anglo-Holandesa de 1652-1654, serviu na Marinha da Comunidade da Inglaterra e comandou esquadrões nas batalhas navais de Kentish Knock, Portland, Gabbard e Scheveningen. Em 1655, ele comandou a frota (as forças terrestres foram comandadas por Robert Venables), que, como parte da empreitada, atacou a ilha espanhola de Hispaniola - e, em maio de 1655, soldados desembarcaram na Jamaica, e conquistou-se a ilha.
Durante a época da Restauração inglesa, ele foi escolhido para trazer o rei Carlos II para a Inglaterra.
Na segunda guerra marítima anglo-holandesa de 1665-1667, ele foi o comandante da frota na batalha naval de Lowestoft.
Durante o Grande Incêndio de Londres em setembro de 1666, ele ajudou a combater o incêndio, usou explosivos para conter o fogo.
Uma fonte importante sobre a vida do adulto Penn é o diário de Samuel Pepys, com quem trabalhou desde 1660 no "Navy Board" (escritório naval).
O túmulo de Penn está na Igreja St. Mary Redcliffe em Bristol, onde seu capacete e meia armadura estão pendurados na parede.